# Sam's Town Tour
Sam's Town Tour es la segunda gira musical de la banda estadounidense de indie rock The Killers, la gira se realizó durante el 2006 y 2007 para promocionar su álbum Sam's Town (2006), la gira comenzó en Las Vegas, NV (de donde es originaria la banda) el  23 de agosto de 2006 y terminó el 14 de noviembre de 2007 en Melbourne, Australia. Durante la gira se presentaron varias canciones del álbum Sam's Town y Hot Fuss (2005) ya que el tour no contaba con un repertorio oficial, la gira recorio una gran cantidad de ciudades estadounidenses, además visitó Canadá, Europa, Japón, Australia, México, Chile , Argentina, Brasil y Nueva Zelanda.

## Personal
- Brandon Flowers - voz, teclados, piano, bajo en "For Reasons Unknown"
- Dave Keuning - guitarra líder, coros
- Mark Stoermer - bajo, coros, guitarra rítmica en "For Reasons Unknown"
- Ronnie Vannucci Jr. - batería, percusión

### Personal adicional
- Ted Sablay - teclados, guitarra rítmica y líder, coros
- Rob Whited - percusión

## Presentaciones
A continuación se enlistan las presentaciones que conforman la gira musical:
| Fecha                    | Ciudad               | País            | Lugar                          |
| ------------------------ | -------------------- | --------------- | ------------------------------ |
| Fechas de calentamiento  |                      |                 |                                |
| 23 de agosto de 2006     | Las Vegas            | Estados Unidos  | Celebrity                      |
| 24 de agosto de 2006     | San Francisco        | Estados Unidos  | Popscene                       |
| 25 de agosto de 2006     | West Hollywood       | Estados Unidos  | The Troubadour                 |
| 26 de agosto de 2006     | Las Vegas            | Estados Unidos  | Empire Ballroom                |
| 8 de septiembre de 2006  | Blackpool            | Inglaterra      | Empress Ballroom               |
| 14 de septiembre de 2006 | Cologne              | Alemania        | Yard Club                      |
| 15 de septiembre de 2006 | Berlín               | Alemania        | E-Werk                         |
| 18 de septiembre de 2006 | Londres              | Inglaterra      | Electric Ballroom              |
| 22 de septiembre de 2006 | Ciudad de Nueva York | Estados Unidos  | Webster Hall                   |
| 23 de septiembre de 2006 | Baltimore            | Estados Unidos  | Pimlico Race Course            |
| North America            |                      |                 |                                |
| 6 de octubre de 2006     | Los Ángeles          | Estados Unidos  | Wiltern LG                     |
| 7 de octubre de 2006     | Los Ángeles          | Estados Unidos  | Wiltern LG                     |
| 8 de octubre de 2006     | San Francisco        | Estados Unidos  | The Warfield                   |
| 9 de octubre de 2006     | San Francisco        | Estados Unidos  | The Warfield                   |
| 10 de octubre de 2006    | Portland             | Estados Unidos  | Roseland Theatre               |
| 11 de octubre de 2006    | Vancouver            | Canadá          | Orpheum Theatre                |
| 12 de octubre de 2006    | Seattle              | Estados Unidos  | Paramount Theatre              |
| 14 de octubre de 2006    | Magna                | Estados Unidos  | The Great Salt Air             |
| 15 de octubre de 2006    | Denver               | Estados Unidos  | Fillmore Auditorium            |
| 17 de octubre de 2006    | Chicago              | Estados Unidos  | Congress Theater               |
| 18 de octubre de 2006    | Detroit              | Estados Unidos  | State Theatre                  |
| 20 de octubre de 2006    | Toronto              | Canadá          | Kool Haus                      |
| 21 de octubre de 2006    | Atlantic City        | Estados Unidos  | Borgata Events Center          |
| 24 de octubre de 2006    | Ciudad de Nueva York | Estados Unidos  | Madison Square Garden          |
| 25 de octubre de 2006    | Ciudad de Nueva York | Estados Unidos  | Madison Square Garden          |
| 26 de octubre de 2006    | Boston               | Estados Unidos  | Orpheum Theatre                |
| 28 de octubre de 2006    | Las Vegas            | Estados Unidos  | Sam Boyd Stadium               |
| Europa                   |                      |                 |                                |
| 1 de noviembre de 2006   | Copenhague           | Dinamarca       | Vega                           |
| 3 de noviembre de 2006   | Hamburgo             | Alemania        | Große Freiheit 36              |
| 4 de noviembre de 2006   | Berlín               | Alemania        | Huxley's Neue Welt             |
| 5 de noviembre de 2006   | Cologne              | Alemania        | E-Werk                         |
| 7 de noviembre de 2006   | Múnich               | Alemania        | Tonhalle                       |
| 8 de noviembre de 2006   | Milán                | Italia          | Rolling Stone                  |
| 9 de noviembre de 2006   | Zürich               | Suiza           | X-tra                          |
| 11 de noviembre de 2006  | Barcelona            | España          | Razzmatazz                     |
| 14 de noviembre de 2006  | Bruselas             | Bélgica         | Ancienne Belgique              |
| 15 de noviembre de 2006  | París                | Francia         | Bataclan                       |
| 16 de noviembre de 2006  | Ámsterdam            | Holanda         | Paradiso                       |
| 18 de noviembre de 2006  | Wolverhampton        | Reino Unido     | Wolverhampton Civic Hall       |
| 20 de noviembre de 2006  | Mánchester           | Reino Unido     | Manchester Apollo              |
| 21 de noviembre de 2006  | Hull                 | Reino Unido     | Hull Arena                     |
| 22 de noviembre de 2006  | Glasgow              | Reino Unido     | Glasgow Academy                |
| 23 de noviembre de 2006  | Newcastle            | Reino Unido     | Newcastle Academy              |
| 25 de noviembre de 2006  | Nottingham           | Reino Unido     | Rock City                      |
| 26 de noviembre de 2006  | Londres              | Reino Unido     | Brixton Academy                |
| 27 de noviembre de 2006  | Londres              | Reino Unido     | Brixton Academy                |
| 28 de noviembre de 2006  | Londres              | Reino Unido     | Brixton Academy                |
| América del Norte II     |                      |                 |                                |
| 8 de diciembre de 2006   | San Francisco        | Estados Unidos  | Bill Graham Civic Auditorium   |
| 10 de diciembre de 2006  | Los Ángeles          | Estados Unidos  | Gibson Amphitheatre            |
| 12 de diciembre de 2006  | Monterrey            | México          | Monterrey Arena                |
| 13 de diciembre de 2006  | México D.F.          | México          | Palacio de los Deportes        |
| 15 de diciembre de 2006  | Ciudad de Nueva York | Estados Unidos  | Madison Square Garden          |
| 16 de diciembre de 2006  | Philadelphia         | Estados Unidos  | Electric Factory               |
| 18 de diciembre de 2006  | Atlanta              | Estados Unidos  | Philips Arena                  |
| Asia                     |                      |                 |                                |
| 13 de enero de 2007      | Tokio                | Japón           | Zepp                           |
| 14 de enero de 2007      | Nagoya               | Japón           | Diamond Hall                   |
| 15 de enero de 2007      | Osaka                | Japón           | Nanba Hatch                    |
| Oceanía                  |                      |                 |                                |
| 19 de enero de 2007      | Auckland             | Nueva Zelanda   | Mount Smart Stadium            |
| 21 de enero de 2007      | Gold Coast           | Australia       | Gold Coast Parklands           |
| 25 de enero de 2007      | Sídney               | Australia       | Sydney Showground Stadium      |
| 26 de enero de 2007      | Sídney               | Australia       | Hordern Pavilion               |
| 28 de enero de 2007      | Melbourne            | Australia       | Princes Park South             |
| 1 de febrero de 2007     | Melbourne            | Australia       | Festival Hall                  |
| 2 de febrero de 2007     | Adelaida             | Australia       | Adelaide Showgrounds           |
| 4 de febrero de 2007     | Perth                | Australia       | Claremont Showgrounds          |
| Europa II                |                      |                 |                                |
| 16 de febrero de 2007    | Sheffield            | Reino Unido     | Sheffield Arena                |
| 17 de febrero de 2007    | Mánchester           | Reino Unido     | M.E.N. Arena                   |
| 18 de febrero de 2007    | Birmingham           | Reino Unido     | NEC Arena                      |
| 20 de febrero de 2007    | Newcastle            | Reino Unido     | Metro Radio Arena              |
| 21 de febrero de 2007    | Aberdeen             | Reino Unido     | AECC                           |
| 22 de febrero de 2007    | Glasgow              | Reino Unido     | SECC                           |
| 24 de febrero de 2007    | Londres              | Reino Unido     | Wembley Arena                  |
| 25 de febrero de 2007    | Londres              | Reino Unido     | Wembley Arena                  |
| 27 de febrero de 2007    | Dublín               | Irlanda         | RDS Main Hall                  |
| 28 de febrero de 2007    | Dublín               | Irlanda         | RDS Main Hall                  |
| 3 de marzo de 2007       | Brighton             | Reino Unido     | Brighton Centre                |
| 4 de marzo de 2007       | Nottingham           | Reino Unido     | National Ice Centre            |
| 5 de marzo de 2007       | Cardiff              | Reino Unido     | Cardiff International Arena    |
| 7 de marzo de 2007       | Ámsterdam            | Holanda         | Heineken Music Hall            |
| 9 de marzo de 2007       | Cologne              | Alemania        | Palladium                      |
| 10 de marzo de 2007      | Berlín               | Alemania        | Columbiahalle                  |
| 11 de marzo de 2007      | Frankfurt            | Alemania        | Jahrhunderthalle Höchst        |
| 12 de marzo de 2007      | París                | Francia         | Zénith de Paris                |
| 15 de marzo de 2007      | Lille                | Francia         | L'Aéronef                      |
| América del Norte III    |                      |                 |                                |
| 6 de abril de 2007       | Santa Bárbara        | Estados Unidos  | UC Santa Barbara Events Center |
| 7 de abril de 2007       | San Francisco        | Estados Unidos  | Bill Graham Civic Auditorium   |
| 9 de abril de 2007       | Los Ángeles          | Estados Unidos  | Staples Center                 |
| 10 de abril de 2007      | San Diego            | Estados Unidos  | RIMAC Arena                    |
| 11 de abril de 2007      | Phoenix              | Estados Unidos  | Dodge Theatre                  |
| 13 de abril de 2007      | Austin               | Estados Unidos  | Frank Erwin Center             |
| 14 de abril de 2007      | Baton Rouge          | Estados Unidos  | Baton Rouge River Center       |
| 15 de abril de 2007      | Frisco               | Estados Unidos  | FC Dallas Stadium              |
| 18 de abril de 2007      | Tampa                | Estados Unidos  | USF Sun Dome                   |
| 20 de abril de 2007      | Orlando              | Estados Unidos  | UCF Arena                      |
| 22 de abril de 2007      | Atlanta              | Estados Unidos  | Fox Theatre                    |
| 23 de abril de 2007      | Nashville            | Estados Unidos  | Ryman Auditorium               |
| 26 de abril de 2007      | Fairfax              | Estados Unidos  | Patriot Theater                |
| 27 de abril de 2007      | Camden               | Estados Unidos  | Tweeter Center                 |
| 28 de abril de 2007      | Ciudad de Nueva York | Estados Unidos  | Madison Square Garden          |
| 29 de abril de 2007      | Lowell               | Estados Unidos  | Paul E. Tsongas Arena          |
| 5 de mayo de 2007        | Atlantic City        | Estados Unidos  | Borgota Events Center          |
| 6 de mayo de 2007        | Montreal             | Canadá          | Bell Centre                    |
| 7 de mayo de 2007        | Toronto              | Canadá          | Air Canada Centre              |
| 9 de mayo de 2007        | Detroit              | Estados Unidos  | Fox Theatre                    |
| 10 de mayo de 2007       | Hoffman Estates      | Estados Unidos  | Sears Centre                   |
| 11 de mayo de 2007       | Kansas City          | Estados Unidos  | City Market                    |
| 12 de mayo de 2007       | Maryland Heights     | Estados Unidos  | Verizon Wireless Amphitheater  |
| 14 de mayo de 2007       | Des Moines           | Estados Unidos  | Val Air Ballroom               |
| 15 de mayo de 2007       | Saint Paul           | Estados Unidos  | Roy Wilkins Auditorium         |
| 21 de mayo de 2007       | Vancouver            | Canadá          | Thunderbird Stadium            |
| 23 de mayo de 2007       | Edmonton             | Canadá          | Rexall Place                   |
| 24 de mayo de 2007       | Calgary              | Canadá          | Pengrowth Saddledome           |
| 26 de mayo de 2007       | Portland             | Estados Unidos  | Keller Auditorium              |
| 27 de mayo de 2007       | Seattle              | Estados Unidos  | WaMu Theater                   |
| 29 de mayo de 2007       | Sacramento           | Estados Unidos  | Memorial Auditorium            |
| 31 de mayo de 2007       | Magna                | Estados Unidos  | Great Salt Air                 |
| 1 de junio de 2007       | Las Vegas            | Estados Unidos  | The Joint @ Hard Rock          |
| Europa III               |                      |                 |                                |
| 12 de junio de 2007      | Madrid               | España          | Plaza de Toros La Cubierta     |
| 16 de junio de 2007      | Interlaken           | Suiza           | Interlaken Airfield            |
| 17 de junio de 2007      | Nickelsdorf          | Austria         | Patagonia Fields               |
| 23 de junio de 2007      | Pilton               | Reino Unido     | Pyramid Stage                  |
| 24 de junio de 2007      | Roeser               | Luxemburgo      | Rock-A-Field                   |
| 26 de junio de 2007      | Helsinki             | Finlandia       | Helsinki Ice Hall              |
| 27 de junio de 2007      | Arendal              | Noruega         | Tromøy                         |
| 30 de junio de 2007      | Leuven               | Bélgica         | Werchter                       |
| 4 de julio de 2007       | Hradec Králové       | República Checa | Věkoše Airport                 |
| 5 de julio de 2007       | Roskilde             | Dinamarca       | Orange Stage                   |
| 7 de julio de 2007       | Kinross              | Escocia         | Balado                         |
| 8 de julio de 2007       | Naas                 | Irlanda         | Punchestown Racecourse         |
| 14 de agosto de 2007     | Budapest             | Hungría         | Óbuda Island                   |
| 17 de agosto de 2007     | Biddinghuizen        | Holanda         | Spijk en Bremerberg            |
| 18 de agosto de 2007     | Weston-under-Lizard  | Reino Unido     | Weston Park                    |
| 19 de agosto de 2007     | Chelmsford           | Reino Unido     | Hylands Park                   |
| 22 de agosto de 2007     | Belfast              | Reino Unido     | Ormeau Park                    |
| América del Norte IV     |                      |                 |                                |
| 3 de septiembre de 2007  | Boulder              | Estados Unidos  | Fox Theatre                    |
| 4 de septiembre de 2007  | Morrison             | Estados Unidos  | Red Rocks Amphitheatre         |
| 5 de septiembre de 2007  | Council Bluffs       | Estados Unidos  | Mid-America Center             |
| 7 de septiembre de 2007  | Cleveland            | Estados Unidos  | Wolstein Center                |
| 8 de septiembre de 2007  | Columbus             | Estados Unidos  | Lifestyle Communities Pavilion |
| 9 de septiembre de 2007  | Toronto              | Canadá          | Island Park                    |
| 11 de septiembre de 2007 | Louisville           | Estados Unidos  | The Louisville Palace          |
| 13 de septiembre de 2007 | Grand Prairie        | Estados Unidos  | Nokia Theater                  |
| 14 de septiembre de 2007 | Austin               | Estados Unidos  | Zilker Park                    |
| 15 de septiembre de 2007 | Houston              | Estados Unidos  | Reliant Center                 |
| 17 de septiembre de 2007 | El Paso              | Estados Unidos  | Chavez Theatre                 |
| 21 de septiembre de 2007 | Lake Tahoe           | Estados Unidos  | Mont Bleu                      |
| 23 de septiembre de 2007 | San Diego            | Estados Unidos  | Del Mar Fairgrounds            |
| 12 de octubre de 2007    | Athens               | Estados Unidos  | 40 Watt Club                   |
| 13 de octubre de 2007    | Fairburn             | Estados Unidos  | Bouckeart Farm                 |
| 19 de octubre de 2007    | México D. F.         | México          | Foro Sol                       |
| 21 de octubre de 2007    | Guadalajara          | México          | Telmex Auditorium              |
| América del Sur          |                      |                 |                                |
| 27 de octubre de 2007    | Río de Janeiro       | Brasil          | Marina da Glória               |
| 28 de octubre de 2007    | São Paulo            | Brasil          | Arena Skol Anhembi             |
| 31 de octubre de 2007    | Curitiba             | Brasil          | Pedreira Paulo Leminski        |
| 2 de noviembre de 2007   | Buenos Aires         | Argentina       | José Amalfitani Stadium        |
| 4 de noviembre de 2007   | Santiago             | Chile           | Pista Atlética                 |
| Oceanía II               |                      |                 |                                |
| 9 de noviembre de 2007   | Brisbane             | Australia       | Brisbane Entertainment Centre  |
| 10 de noviembre de 2007  | Sídney               | Australia       | Sydney Entertainment Centre    |
| 11 de noviembre de 2007  | Sídney               | Australia       | Sydney Entertainment Centre    |
| 13 de noviembre de 2007  | Melbourne            | Australia       | Rod Laver Arena                |
| 14 de noviembre de 2007  | Melbourne            | Australia       | Rod Laver Arena                |